# 罪と罰 〜地球の継承者〜
『罪と罰 〜地球の継承者〜』（つみとばつ ほしのけいしょうしゃ、Sin And Punishment）は、任天堂が2000年11月21日に発売したNINTENDO 64用ゲームソフト。

## 概要
本作は画面奥方向へとスクロールするステージを進むシューティングゲーム。ステージの状況に合わせて、カメラアングルが自動的に切り替わりながら進む特徴をもっている。
N64のコントローラーを活かせるソフトの制作を試みたトレジャー側の強い希望で、パートナーとしてベストであると考えた任天堂に打診し制作された。トレジャー開発としては最後のN64用ソフトである。
特にN64で提唱されている一つ「レフトポジション」でプレイすることを前提としている数少ない作品である。2人プレイが可能だが、実際には1人のキャラクターの移動と射撃をそれぞれ担当するため、単純な戦力倍増とはならない。機能的には1コンに制限はなく、2コンは移動不可で攻撃のみ可といった協力プレイとなっている。マニア層のゲーム制作が得意なトレジャーと、大衆向けをモットーとする任天堂という組み合わせであったため、難易度の調整など異なる2社のカラーの融合に関して、盛んに議論したというエピソードがある。ゲーム全体にわたって英語のフルボイスで喋るが、北米などではリリースされていなかった。2007年9月20日より、Wiiのバーチャルコンソールにて配信されたことで、日本国外においても発売から7年の時を経てリリースされたことになる。また、2016年4月27日より、Wii Uのバーチャルコンソールでも配信が開始され、2021年10月26日には『NINTENDO 64 Nintendo Classics』にて、本作が初期ソフトの一つとして収録されている。
英語表記では『"Sin and Punishment: Successor of the Earth"』となっている。また、エンディングにおいてもう開発段階でのタイトルである『グラスソルジャー（GLASS SOLDIER）』の名が表示される。これは「ガラスのように弱々しい主人公」という意味である。タイトルが変更されたのは、「もっとわかりやすく、聞いて内容がわかるタイトルにしたい」という任天堂側のプロデューサー山上仁志からの要望のため。また、カタカナ表記のタイトルは他のゲームソフトに埋没してしまう恐れもあったため、それを回避する意図も込められている。スタッフはグラスソルジャーという名前に思い入れがあったため、任天堂の承諾を得てエンディングクレジットのみ「グラスソルジャー・チーム」と表記している。また、ほかの最終候補名には、『暗黒の不毛地帯』などが存在した。
売上的には苦戦したが、後述するようにメディアワークス系列誌にメディア展開されたり、『ファミ通』の編集者レビューでは最高ランクのプラチナ殿堂入り評価を得て、『The 64DREAM』（現『ニンテンドードリーム』）で発売後もたびたび採り上げられたりと、作品としては高評価を得た。
2009年10月29日にWiiで続編『罪と罰 〜宇宙の後継者〜』が発売された。開発元のトレジャーはN64版発売前（2000年）から続編の構想があると発言していたが、その構想との関連は不明である。
キャッチコピーは「コレハ ジンルイ ガ オカシタ 罪ヘノ 罰 ナノダロウカ?」。

## ゲームシステム
このゲームは、64専用コントローラーの3つの持ち方のうち、「レフトポジション」か「ライトポジション」のどちらかでプレイすることになる。3Dスティックで銃攻撃の照準を動かし、Zトリガーで照準の方向に向かって射撃。十字キー、またはCボタンでキャラクターの移動ができ、左および右へ素早く2回押すとローリング（回避）。LおよびRボタンでジャンプする（空中で再度押すことで空中ジャンプ）。
攻撃は、上述の射撃のほか、近接攻撃による斬撃で敵を切ることができる。また、各攻撃で一部の敵弾を敵に送り返すことも可能。
射撃に関しては2種類存在し、Aボタンを押すことで切り替えられる「マニュアル操作」と「オートモード」がある。オートは自動的に敵を捕捉し、狙いを定めてくれるが、威力が大きく低下する。

## ストーリー
近い未来の出来事。人類は平和を謳歌していた。その結果、地球の人口は爆発的に増大し、世界各地で深刻な食糧不足を引き起こしていた。そこで人類はあらゆる環境下でも繁殖が可能な人工生物の創造に着手し、北海道を「新種」のための巨大牧場とした。これにより食糧難からの脱出に成功した。
しかし、突如としてその人工生物の中から、人類に対しての攻撃本能を持つ個体が発生する。“ルフィアン”と称されたその攻撃体は、北海道にある繁殖施設から脱走。東北地区制圧後も南下を続け、首都・東京侵略は目前だった。それとほぼ同時期に、民間の治安維持組織である“武装ボランティア”が派遣され、武力による事態収拾を図ろうとする。混乱する首都では「武装ボランティア」と「救済グループ」が対立していた。
その一方、首都圏では『アチ』と名乗る少女が現れ、彼女は人々に救いの手を差し伸べていたが、その救済は「無償」（タダ）ではなく、「闘争」（ルフィアンや武装ボランティアと戦い続けること）を要求されていた。ルフィアンの侵攻と武装ボランティアからの弾圧によって劣勢を強いられた救済グループは首都からの撤退を計画し、新宿駅を目指すことになる。

## 登場人物

### 救済グループ
日本における民衆の自衛組織。レジスタンスに近い組織。目的は東京の防衛をはじめ、ルフィアン狩猟による食糧確保と人道支援である。また、救済グループ内には中高生程度の少年少女が多く見られるが、『アチの血』を授かった「選ばれし者」であり、それら以外では成人も大勢いる。
活動は言うまでもなく危険なため、以前から武装ボランティアは退避を勧告していたが救済グループは活動を続けていたため、やがては武装ボランティアも危険分子と見なし、強制排除の対象とされてしまった。
主に新宿などの都市を活動拠点としており、ルフィアンと武装ボランティアによる戦闘が激化するにつれ、首都圏からの退避を計画している。
サキ・アマミヤ (Saki Amamiya)
声 - マイケル・ラーナー / デックス・マンリー（スマブラX）
本作の主人公。14歳。日本人とアメリカ人のハーフである少年。『アチの血』を授かった一人で、驚異的な身体能力を持つ。規模によっては、ルフィアンの群れとでも対等以上に渡り合うことが可能である。それにより、救済グループ内では食料を確保する「狩猟班」のリーダーを務めている。
アチからの授血によって身に付けた力の覚醒時には、圧倒的な戦闘能力を誇る巨人と化し、アチが呼び出した「新たな地球」の総エネルギーすら陵駕した。
アイラン・ジョ (Airan Jo)
声 - アンドロメダ・ダンカー
本作のヒロイン。15歳。日本人と韓国人のハーフである少女。避難途中で起こった暴動に巻き込まれた際に母親を目前で殺されたため、それ以降は人間不信に陥り粗暴で威圧感のある言葉遣いになっているが、自分を救ってくれたサキに対しては他人よりも心を開いている。その後、救済グループに加わり、持ち前の機械知識でサキをサポートしている。
機械類全般の知識に精通し、フリーズしたエレベータの制御システムの起動や武装ボランティアの軍用機を操縦したりすることもできる。
アチ (Achi)
声 - ハンナ・ラティマー
13歳。救済グループの指導者の少女。普通の人間とは全く異なる超能力者で、サイコキネシスやテレポーテーションなどの能力を持つ。その能力と超然とした姿から「聖女」とも呼ばれるが、自己中心的な言動、好戦的な性格から彼女に神格を見るものは少ない。遠隔視能力などを駆使し、予言者を気取ることもある。性格は童女のように自然体でありながら、冷徹な策略家。
サキなどをはじめ、彼女の血を受けた者は常人では有り得ないほどの身体能力を保持することになるが、それの代償は絶えることのない闘争であった。
彼女の正体は『外宇宙が送り込んだ地球そのものの化身』である。続編で明かされた情報によるとこれは本作の舞台が「内宇宙が外宇宙に対抗するため作り出した複数の地球の複製の内の一つ」という世界観であるためで、敵対する「外宇宙」勢力と呼ばれる存在が持つ擬態能力によって、惑星への擬態を行おうとしていたものである。本作の舞台は「第2亜地球」であり、アチの名が含まれていることが解る。彼女の最終的な目的は第2亜地球の生命を戦闘訓練し、自らが擬態した地球へ移植した上で内宇宙へと攻め込む計画であった。

### 武装ボランティア
アメリカから派遣された民間の国際治安維持組織。組織の上層部は異様な能力を有する若者によって構成されている。
その規模は一国の軍隊並みで、機動歩兵や2足歩行戦車にはじまり航空母艦、駆逐艦を中心とした艦隊、多数のガンシップと戦闘攻撃機更には空中空母とレールガンを搭載した巨大戦略爆撃機まで保持するにいたる。その武力を背景にして住民暴動の鎮圧を行っている。食料をめぐる世界的な暴動が続発するなか、日本への支援を行う唯一の組織である。「ボランティア」と称してはいるが、実際には兵器メーカー、R&Gから付与された最新鋭の武器の「宣伝」など副次的な目的も存在する。
ブラッド (Brad)
声 - ジョシュ・ジョンソン
17歳。武装ボランティアの指揮官の少年。彼もまたアチのように超人的能力を有し、自分の血を側近に分け与え能力者を増やしている。
司令部からは東京、そして日本の放棄を命ぜられるが、彼は最後まで自分に与えられた指令を全うするため、そしてサキに討たれたラダンとカチュアの復讐のため、ボランティア艦隊と共にルフィアンの巣窟と化す北海道に向かおうとする。
彼の持つ血の力は本来アチから与えられたものであったが、アチ自身は彼女の目的を果たす見込みを彼に見い出せず、彼を捨てた。
カチュア (Kachua)
声 - ステファニー・ディーアス
15歳。武装ボランティアの上級人物の少女。ブラッドの側近で彼女もブラッドからの授血により超人的能力を有しているが、その代償として片腕がルフィアン化している状態にある。東京に上陸し、かつてのブラッドの側近であり、現在はルフィアンと同化した「ラダン」を捕獲する任に就く。
レダ (Leda)
声 - テート・ラティマー
5歳。ブラッドから授血後に死亡した少女。その後は小型獣の姿で復活する。やはり彼女も超人的能力を有する。

### その他の人物
イサ・アマミヤ (Isa Amamiya)
アイランがルフィアンの群れを彷徨うなか、アチの力によって飛ばされた世界で出会った幼い少年。アイランを「ママ」と呼んで懐き、父であるサキのもとへと共に訪れる。
サキとアイランの間に生まれた子供であり、アイランは数ある可能性が入り乱れた未来の一つをアチの力により見せられていた。
ミチコ (Michiko)
救助グループの指揮官の女性。新宿で活動する救助グループの一部隊を取り仕切っているが、オープニングムービーでアチに「はやく...私達を助けて...」と願っている最中に武装ボランティアの掃討隊に部隊全員と一緒に射殺されて死亡した。アチによる施しは受けていない。
ラダン (Radan)
武装ボランティアの一員の女性。アチからサキへの授血と同じく、ブラッドからの血の施しを受けていたが、彼からは単なる「実験体」とされて取るに足らない存在と見なされた。そのせいか常にブラッドの傍らにいるカチュアを「小娘」と呼んで憎んでいる。
幾度となく部下のケビンと一緒に救助グループの前に立ちはだかり、サキ達の活動を阻む。最終的には生死不明だったサキの母親を餌にサキ達を誘き寄せた後はルフィアン形態になったが死闘の末に敗北して姿を消した。

## ルフィアン
元々は人類が食糧不足による危機を脱するために、日本とアメリカが原始昆虫類をベースに作り出した非常食用の人造生態系である。人為起源の有毒物質を浄化でき、短期間で爆発的に繁殖可能、さらに共食いの本能と在来種を欺く「擬態能力」により、在来生態系への影響も抑えられている。この新生態系自体10年で時限的に消滅するよう設計されていて、いざというときのためにキラーウイルスも用意されていた（このウイルスは騒動の際に紛失してしまった）。
しかし、「自分達の繁殖速度はヒトによる捕食速度に劣り、人口の統制こそが、人間とのより良き共存関係を築く手段」と新生態系の本能は結論、対人掃討行為を本能とする攻撃体を派生させる。その攻撃体がルフィアンであり、それによって人類の存亡が危機にさらされるのは皮肉そのものである。その種類は進化を遂げ無数に存在し、陸上、空中、海中などありとあらゆる場所に活動範囲を広げていて、人類や現代兵器に擬態した個体まで出現している。これもまた、人類がルフィアンを異常環境化でも生存、生殖を可能にした皮肉であろう。姿、形、大きさもさまざまなものがおり、バスケット・ボールサイズのものもあれば、象のような大型ルフィアンも存在する。形はかにのようなルフィアンも存在すれば、魚のような魚介類。鳥や狼、馬や昆虫、ほかにも恐竜を模したルフィアンもいれば花のような植物型、生物とは思えない岩などの、とても食肉として作られた生物とは思えないルフィアンも多数存在する。さらにはエイリアンのような外見をしたものや、人間に近い形、そしてなんとも言い表しがたい形で宙を浮きながら生命弾を放ってくるルフィアンも確認される。
実はルフィアンは開発段階でG&R社によってブラッドの血液が組み込まれており、「擬態能力」はこれが由来である。無害に設計したはずのの新生態系が、人類へ武力行使に出るような凶暴な種を派生できたもこの血を起源としており、授血の正体を理解しきれてはいないものの戦いが必要される何かが誕生する（ブラッドは自身の英雄化の舞台、G&Rは軍需の拡大が狙い）だろうと見込んでの画策だった。
本編でサキがルフィアンを捕獲しそれをあぶり焼きにしているシーンがあるが、元々食用に創られた生物なので、作中世界では別に珍しいことではない。
「ルフィアン」とは古い英語で「乱暴者、ならず者」などといった意味である。

## ステージ
Stage 0-0「サキノユメ」
プロローグステージ。難度もそれほど高くは無い。夢の中の草原で、サキはただひたすらルフィアンを狩り、進んでいく。
Stage 1-1「シンジュク・シティ」
別働隊のミチコ達が全滅し、サキ、アイラン、アチは首都圏からの脱出を開始する。乗り物を奪取すべく、サキ達は武装ボランティアとルフィアン達が入り乱れる新宿区を中央突破することにする。“さあ、闘ってよ”…と、アチに命令されるように。
Stage 1-2「シンジュク・ステーション」
武装ボランティアのガンシップを撃墜し、新宿駅に突入した3人。屋上に停められている武装ボランティアの『トレーラー』（飛行能力を備えたトラックのようなもの）を奪取するため、アイランがエレベーターを起動する。だが、周辺では武装ボランティアとルフィアンの激しい戦闘が繰り広げられており、このままではエレベーターも危険な為、サキはエレベーターの上で敵を警戒する。エレベータが新宿駅の屋上へ出ると、そこに待ち受けていたのは武装ボランティアの指揮官の一人である『カチュア』。そして大型ルフィアン『ラダン』であった。
Stage 1-3「カクセイ」
サキはカチュアとラダンの撃破に成功した。が、暴走したカチュアの血の海に、崩壊する東京もろとも飲み込まれてしまう。しかし、彼はアチの血の力で信じられないような変貌を遂げ、巨大な人型ルフィアンとして再び姿を現した。そして同じように異形となったカチュアとの決戦に挑む。カチュアを倒したサキだが、アイランとアチのトレーラーを味方と認識できない。アチは渋るアイランを連れテレポートを行う。
Stage 2-1「ブソウボランティア ノ フネ」
武装ボランティアの戦艦内部を突き進む。ここからプレイヤーキャラクターがアイランになる。
アチのテレポートにより「一番安全な場所」まで移動した2人。だがそこは「武装ボランティア艦隊」の旗艦である航空母艦の貨物室であった。そこで2人は武装ボランティアの司令官である『ブラッド』の、司令部の命令を無視しサキが向かうホッカイドゥへ進路をとる、という艦内放送を聴く。仲間の復讐に燃えるアイランは仇を討つため、ブラッドがいる船のブリッジを目指す。
Stage 2-2「ブソウボランティア トノ ケッセン」
武装ボランティア軍との空中戦を行う。敵は質量共に優れ、非常に難度が高い。中盤での山場。
たどり着いたブリッジでの戦闘でアイランはブラッドの愛玩獣『レダ』を殺害し、ブラッドを窓の外へ叩き落した。だが、ブラッドはVTOL機に乗り移り全軍にサキとアイランの攻撃を命じる。そこで、アチはサイコキネシスを用いてブリッジの床を浮遊させ、アイランはそこから手に持ったドルフィン1丁で武装ボランティアの全軍と刃を交える。
Stage 2-2「クウチュウセンカン」
武装ボランティア壊滅後も引き続き、空中戦を行う。プレイヤーは動体視力や的確な操作が求められる。重力を無視したアクロバティックなステージとなるため、『3D酔い』を引き起こす可能性があるので注意。
敵は質、量共に優れており、中盤の難所となる。
武装ボランティア艦隊、航空団、そしてブラッドを殲滅したアイラン。アチはブラッドとの過去を語る。ブラッドは過去にアチの授血を受けたものの、力と野心に目覚め、ルフィアンに自らの血を与えて好戦的な種を発生させ、自作自演の戦争を起こし英雄となろうと目論んでいたのである。ブラッドは憎悪の表情を浮かべ、空の彼方へ消えていった。しかし、安心するのもつかの間、彼女らの上空には援軍として駆けつけた武装ボランティアの巨大戦略爆撃機が姿を現していた。
多数の武装を有するこの空中戦艦はアイランに破壊される間際、サキに向け大型殲滅爆弾を投下した。アイランは何とかこの爆弾の撃墜に成功する。
Stage 2-3「ロングアイランド」
アチはサキを元に戻すためには彼の眉間を撃ち抜き、彼の体内で彼に対する想いを全て吐き出さなければならないというが、彼女に不信感をつのらせていたアイランは信じず、アチを「ニセ聖女」と罵る。だが次の瞬間、アイランは見知らぬ地下鉄の中に立っており、隣には小さな男の子がいた。その男の子は彼女のことを『ママ』と呼び、アイランの問いにここはニューヨークのロング・アイランドだと答える。2人は暴走する車両を止めるため先頭車両を目指すが、車内にはルフィアンが巣くっていた。中央部分の車両に設置されているTVに映されたニュースで、アイランは今が2017年であり、サキがルフィアンを率いて人類の敵となっている事を知る。そして男の子は『イサ・アマミヤ』と名乗った。
先頭車両ではルフィアンを引き連れた人間体のサキが待っていた。アイランはサキと、そして2人の間に生まれたイサと別の世界での再会を誓い、サキに発砲する。
Stage 3-1「ホッカイドゥ」
ここからプレイヤーキャラクターがサキに戻る。
地下鉄の風景はアチがサキを撃たせるため仕組んだ幻だった。彼女はアイランに昏倒したサキの腹を切り開かせた後、突然アイランをサキの体内に押し込む。アイランの存在に限定的に自我を取り戻したサキはテレポートで逃亡する。
意識を取り戻したアイランは、どこかの浜辺に一人で倒れていることに気づく。丸腰の彼女の元にルフィアンが迫るが、ドルフィンのエネルギー弾がルフィアンを貫く。放ったのは人間体に戻ったサキだったが、彼の体は所々、ルフィアンの体表のように変化したままだった。
Stage 3-2「アチ」
終盤の山場。ルフィアンの本拠地であるだけに、質、量共に優れ苦戦を強いられる。基本システムに変化はないが、このステージに限って横スクロール（左端の画面外に消えたところには戻れない）になっており、敵は360度あらゆる方向から攻撃を仕掛けてくる。
物産店『北海亭』に避難した2人は、ここがルフィアンの巣と化した北海道であることを知る。不審な気配を感じたサキは見回りに出るが、その隙にアイランはアチにさらわれてしまう。サキはアイランの捜索を始め、遂にアチと再会する。人類にとって、彼女がかつての救世主でないことはサキには自然と理解できた。
Stage 3-3「チキュウ ノ ケイショウシャ」
最終ステージ。異なる地球へと姿を変えたアチの猛攻撃から地球を護り切る。
アチの目的は、いずれ現れる『敵』に対抗するためにサキを軍神という名の偶像に仕立て上げ、人類を、そして地球をひとつにまとめることにあった。ブラッドの行動も、サキ達を鍛えるためには好都合だったのである。サキを失ったアチは『古い地球はやがて死ぬ』と言いつつ、既に作り上げていた『第2の地球』に、自分にとって都合の悪い物を除き、地球上のすべてを入れ替えようとする。
『地球の継承者』の座を賭けて、サキはアイランと融合して自我を保ったまま覚醒し、元の地球を守るための戦いに挑む。

## 用語
ガン・ソード
正式名称は「G&R-M64-JPC DOLPHIN POLICE STANDARD（ドルフィン・ポリス・スタンダード）」。
サキとアイランが用いる次世代の拳銃。ガス圧縮による発射機構を持ち、それにより弾丸が光を帯びて発射される。銃としての形状はリボルバーに近い。『自動照準装置』が装備されており、銃本体が目標を自動的に捕捉して射撃をアシストするが、直接照準よりも威力が低下する。 銃下部にはエネルギー式の警棒（ソード）が装備されており、近接での活動/戦闘に用いられる。
これらは元々日本の警察が用いる代物で、殺傷能力はあまり高くなく相手に重傷を負わせることはほとんどない。サキとアイランは放置されていたこれを回収、改造して使用している。
アチによる施し / 授血
救済グループで重症患者に対して「アチの秘蹟」という彼女を神格化する演出を加えたうえで行われる治療で、アチが自身の血液を対象に輸血、対象を再生・治癒する行為。授血を受けた対象は異常な身体能力や超能力を得てグループの「狩猟班」の一員とされるが、能力の発現は個人差があり、サキの力は特別に秀いでているものである。なお、ブラッドもかつてアチから授血を受けており、さらに彼からの二次的な授血でもほぼ同様のことが生じている。
この血には「擬態能力」の力が含まれているため、授血を受けた者が生命の危機に瀕すると生存本能から無意識に「獣化」と呼ばれる擬態を発動、ルフィアンとほぼ同様の身体を持つ強大な戦闘力の生命体へと変貌する。この状態になると、心を許せるパートナーが体内に融合して心を繋ぎ止めない限りは自我を失って暴走してしまう。
作中で詳しい原理説明はないが、「授血」の正体とはアチの正体である「外宇宙生命体」の因子を対象に送り込んで体組織を侵食させ、外宇宙生命体の力を持たせるというものである。この侵食は遺伝子レベルで対象を蝕むようで、続編ではサキの息子であるイサが生まれつき「授血」の力を得ている。
G&R
米国の兵器メーカー。兵器市場を独占し、世界中に武器を販売している模様。また、武装ボランティアに武器などを提供し、宣伝活動をさせている。

## スタッフ
- メインプログラム：中川敦友
- メインキャラクターデザイン：鈴木康士
- ミュージックコンポーザー：山中季哉
- サウンドエフェクト：村田智
- スーパーバイザー：山上仁志 原田貴裕 桑木隆治
- ディレクター：菅波秀幸
- プロデューサー：前川正人 出石武宏
- エクゼクティブプロデューサー：山内溥

## 関連商品

### ガイドブック
- 電撃攻略王 ニンテンドウ64 罪と罰 地球の継承者完全攻略ガイドブック（ISBN 4-8402-1667-3）発行/メディアワークス

### その他の書籍
- 小説 罪と罰 地球の継承者 （ISBN 4-8402-1746-7）発行/メディアワークス 著/飯野文彦 イラスト/鈴木康士（トレジャー）
- 主にゲーム本編までの事柄を基にしたプロローグ的なストーリーである。本編だけでは説明できなかったストーリー背景を事細かに描いている。

その他、『電撃大王』誌上で、2001年3月号-2002年1月号まで、全9回の漫画連載（大塚寛・作）がされていた。単行本化はされていない。